# Curetis
Curetis är ett släkte av fjärilar. Curetis placeras som ensamt släkte i underfamiljen Curetinae som ingår i familjen juvelvingar. Släktet förekommer i orientaliska och palearktiska regionen.

## Arter inom släktet enligt Catalogue of life[1]
| - Curetis acuta - Curetis aesopus - Curetis albida - Curetis angulata - Curetis arcuata - Curetis argentata - Curetis aurantiaca - Curetis barsine - Curetis basilana - Curetis baweana - Curetis bougainvillei - Curetis brunnea - Curetis brunnescens - Curetis bulis - Curetis camotina - Curetis celebensis - Curetis cinyra - Curetis classica - Curetis denta - Curetis dentata - Curetis discalis - Curetis dohertyi - Curetis doxa - Curetis eberalda - Curetis eda - Curetis egena - Curetis eos - Curetis felderi - Curetis fergussoni - Curetis formosana - Curetis fortunatus - Curetis freda - Curetis gabrieli - Curetis galinthias - Curetis ge - Curetis georgiana - Curetis gloriosa - Curetis golona - Curetis hera - Curetis honesta - Curetis indosinica - Curetis insularis - Curetis itamus - Curetis izabella - Curetis japonica - Curetis javana - Curetis jolona | - Curetis jopa - Curetis kalawara - Curetis kiritana - Curetis kondula - Curetis labuana - Curetis latipicta - Curetis limbatus - Curetis lucifuga - Curetis malayica - Curetis menestratus - Curetis metayei - Curetis minima - Curetis naga - Curetis nesophila - Curetis niasica - Curetis nicobarica - Curetis nisias - Curetis obscura - Curetis obsoleta - Curetis palawanica - Curetis paracuta - Curetis phaedrus - Curetis pseudoinsularis - Curetis regula - Curetis ribbei - Curetis saleyerensis - Curetis santana - Curetis saronis - Curetis schortlandica - Curetis semilimbata - Curetis shortlandica - Curetis siva - Curetis solita - Curetis sperthis - Curetis stigmata - Curetis sumatrana - Curetis tagalica - Curetis tagalina - Curetis takanamii - Curetis talautensis - Curetis terricola - Curetis thetis - Curetis tonkina - Curetis truncata - Curetis tsushimana - Curetis venata - Curetis vietnamitica |